# オリンピックのアイスホッケー競技・メダリスト一覧
オリンピックのアイスホッケー競技・メダリスト一覧（オリンピックのアイスホッケーきょうぎ・メダリストいちらん）は、1920年から2022年までのオリンピックのアイスホッケー競技メダリストの一覧である。

## 男子
| 大会名                              | 金 | 銀 | 銅 |
| ----------------------------------- | --- | --- | --- |
| 1920 アントワープ                   | カナダ ロバート・ベンソン ウォルター・バイロン フランク・フレドリクソン クリス・フリドフィンソン マグナス・グッドマン ハルドール・ハルダーソン コンラッド・ヨハネソン アラン・ウッドマン | アメリカ合衆国 レイモンド・ボニー アンソニー・コンロイ ハーバート・ドルーリー エドワード・フィッツジェラルド ジョージ・ガーラン フランク・ゴヒーン ジョセフ・マコーミック ローレンス・マコーミック フランク・シノット レオン・タック シリル・ヴァイデンボーナー | チェコスロバキア カレル・ハートマン ヴィレム・ロース ヤン・パロウス ヤン・ペカ カレル・ペセック ヨゼフ・スロウベク オットー・ヴィンディス |
| 1924 シャモニー・モンブラン         | カナダ ジャック・キャメロン アーニー・コレット アルバート・マキャフリー ハロルド・マクマン ダンカン・ムンロ ビーティー・ラムジー シリル・スレイター レジナルド・スミス ハリー・ワトソン | アメリカ合衆国 タフィ・エイベル ハーバート・ドルーリー アルフォンス・ラクロワ ジョン・ラングレー ジョン・ライアンズ ジャスティン・マッカーシー ウィラード・ライス アービング・スモール フランク・シノット | イギリス ウィリアム・アンダーソン ローン・カー＝ハリス コリン・カラザース エリック・カラザース ガイ・クラークソン ロス・カスバート ジョージ・ホームズ ハミルトン・ジュークス エドワード・ピットブラドー ブレーン・セクストン |
| 1928 サンモリッツ                   | カナダ チャールズ・デライー フランク・フィッシャー ルイス・ハドソン ノルベルト・ミューラー ハーバート・プラクストン ヒュー・プラクストン ロジャー・プラクストン ジョン・ポーター フランク・サリバン ジョセフ・サリバン ロス・テイラー デビッド・トロティエ | スウェーデン カール・アブラハムソン エミール・ベルウィマン ビリエル・ホルムクヴィスト グスタフ・ヨハンソン ヘンリー・ヨハンソン ニルス・ヨハンソン エルンスト・カールベリ エリック・ラーション バーティル・リンデ ジグフリード・エーベリ ヴィルヘルム・ペッテセン クート・サックスドルフ | スイス ジャニン・アンドレオッシ メッツィ・アンドレオッシ ロベルト・ブライテル ルイ・デュフォー シャルル・ファゼル アルベルト・ジェロミニ フリッツ・クラーツ アーノルド・マルティニョーニ ハイニ・メング アントン・モロザーニ ルツィウス・リェーディ リッカルド・トリアーニ |
| 1932 レークプラシッド               | カナダ ウィリアム・コックバーン クリフォード・クローリー アルバート・ダンカンソン ジョージ・ガーバット ロイ・ヒンケル ビクトール・リンドクイスト ノーマン・マロイ ウォルター・モンソン ケネス・ムーア ロメオ・リバーズ ハロルド・シンプソン ヒュー・サザーランド スタンリー・ワグナー アリストン・ワイズ | アメリカ合衆国 オズボーン・アンダーソン ジョン・ベント ジョン・チェイス ジョン・クックマン ダグラス・エベレット フランクリン・ファレル ジョセフ・フィッツジェラルド エドワード・フレイジャー ジョン・ギャリソン ジェラルド・ハロック ロバート・リビングストン フランシス・ネルソン ウィンズロップ・パルマー ゴードン・スミス | ドイツ ルドルフ・ボール アルフレート・ハインリヒ エリック・ヘルケル グスタフ・イェネケ ウェルナー・コルフ ヴァルター・ラインヴェーバー エーリヒ・レマー マルティン・シュレットレ マルクワルト・スレフォクト ゲオルク・ストロブル |
| 1936 ガルミッシュ・パルテンキルヘン | イギリス アレクサンダー・アーチャー ジェームズ・ボーランド エドガー・ブレンチリー ジェームズ・チャッペル ジョン・カワード ゴードン・デイリー ジョン・デイビー カール・エルハルト ジェームズ・フォスター ジョン・キルパトリック アーチボルド・スティンチコム ロバート・ワイマン | カナダ マックスウェル・ディーコン ヒュー・ファーグハーソン ケネス・ファーマー＝ホーン ジェームズ・ハガーティ ウォルター・キッチン レイモンド・ミルトン フランシス・ムーア ハーマン・マレー アーサー・ナッシュ デビッド・ネビル アレクサンダー・シンクレア ラルフ・サンジェルマン ウィリアム・トムソン | アメリカ合衆国 ジョン・ギャリソン オーガスト・カマー フィリップ・ラ・バテ ジョン・ラックス トーマス・ムーン エルドリッジ・ロス ポール・ロウ フランシス・ショネシー ゴードン・スミス フランシス・スペイン フランク・スタッブス |
| 1948 サンモリッツ                   | カナダ マレー・ドウェイ バーナード・ダンスター ジーン・グラベル パトリック・グッゾ ウォルター・ハルダー トーマス・ヒバード アンリ＝アンドレ・ラペリエール ジョン・レコンテ ジョージ・マラ アルベール・ルノー レジナルド・シュレーター アービン・テイラー | チェコスロバキア ヴラジミール・ボーゼック Gustav Bubnik ヤロスラフ・ドロブニー Premysl Hajny Zdenek Jarkovsky ヴラジミール・コブラノフ スタニスラフ・コノパセック Bohumil Modry ミロスラフ・ポコルニー Vaclav Rozinak ミロスラフ・スラマ Karel Stibor Vilibald Stovik Ladislav Troják Josef Trousilek Oldrich Zabrodsky ヴラジミール・ザブロズキー | スイス Hans Bänninger アルフレッド・ビーラー ハインリッヒ・ボラー フェルディナンド・カッチーニ ハンス・カッチーニ Hans Dürst Walter Paul Dürst Emil Handschin Heini Lohrer Werner Lohrer Reto Perl ゲブハルト・ポルテラ ウルリッヒ・ポルテラ Beat Rüedi Otto Schubiger リッカルド・トリアーニ ハンス・トレップ |
| 1952 オスロ                         | カナダ ジョージ・エイベル ジョン・デイビーズ ビリー・ドー ロバート・ディクソン ドナルド・ゴーフ ウィリアム・ギブソン ラルフ・ハンシュ ロベルト・マイアーズ デビッド・ミラー エリック・パターソン トーマス・ポロック アラン・パービス ゴードン・ロバートソン ルイ・セッコ フランシス・サリバン ロバート・ワット | アメリカ合衆国 ルーベン・ビョルクマン レン・セグラースキー ジョゼフ・クザーノタ リチャード・デスモンド アンディー・ガンブッチ クリフォード・ハリソン ジェラルド・キルマーティン ジョン・マルハーン ジョン・ノア アーノルド・オス ロバート・ロンプル ジェームズ・セディン アルフレッド・ヴァンアレン ドナルド・ウィストン ケン・ヤッケル | スウェーデン イェーテ・アルムクヴィスト オーケ・アンデション ハンス・アンデション＝トヴィリング スティグ・アンデション＝トヴィリング ラース・ビョルン イェーテ・ブルムクヴィスト トロド・フロドクヴィスト エリック・ヨハンソン イェスタ・ヨハンソン ルーヌ・ヨハンソン Sven Johansson-Tumba エリク・ラッサス ホルゲル・ヌルメラ Hans Öberg ラース・ペテルソン ラース・スベンソン スベン・サーマン |
| 1956 コルテチナ・ダンペッツオ       | ソビエト連邦 エフゲニー・バビッチ フセヴォロド・ボブロフ アレクセイ・グリシェフ ニコライ・ハリストフ バレンティン・クジン ユーリイ・クリロフ アルフレド・クチェフスキー グリゴリ・ムクルチアン ビクトル・ニキフォロフ ユーリイ・パンチュホフ ニコライ・プチコフ ビクトル・シュバロフ ゲンリフ・シドレンコフ ニコライ・ソログボフ イワン・トレグボフ ドミトリ・ウコロフ アレクサンドル・ウバロフ | アメリカ合衆国 ウェンデル・アンダーソン ウェリントン・バートネット ユージン・キャンベル ゴードン・クリスティアン ビル・クリアリー リチャード・ドアティー ウィラード・イコラ ジョン・マッチェフツ ジョン・マヤジック ダニエル・マッキノン リチャード・メレディッシュ ウェルドン・オルソン ジョン・ペトロスク ケネス・パーパー ドナルド・リガッジオ リチャード・ローデンハイザー エドワード・サンプソン | カナダ デニス・ブロデューア チャールズ・ブルッカー ウィリアム・コルビン アルフレッド・ホーン アーサー・ハースト バール・クリンク ポール・ノックス ケネス・ラウフマン ハワード・リー ジェームズ・ローガン フロイド・マーティン ジョン・マッケンジー ドナルド・ロープ ジョージ・スコールズ ジェラール・セバルジュ ロバート・ホワイト キース・ウッドール |
| 1960 スコーバレー                   | アメリカ合衆国 ビル・クリスチャン ロジャー・クリスチャン ビル・クリアリー ボブ・クリアリー ユージーン・グラツィア ポール・ジョンソン ジャック・キレーン ジョン・マヤジック ジャック・マカータン ロバート・マクベイ リチャード・メレディッシュ ウェルドン・オルソン エドウィン・オーウェン ロドニー・パアボラ ローレンス・パルマー リチャード・ローデンハイザー トミー・ウィリアムス | カナダ ボブ・アッターズリー モーリス・ベノア ジェームズ・コネリー ジャック・ダグラス フレッド・エッチャー ロバート・フォーハン ドン・ヘッド ハロルド・ハーレイ ケン・ラウフマン フロイド・マーティン ロバート・マクナイト クリフ・ペニントン ドナルド・ロープ ボビー・ルソー ジョージ・サモレンコ ハリー・シンデン ダリル・スライ | ソビエト連邦 ヴェニアミン・アレクサンドロフ アレクサンドル・アルメトフ ユーリ・バウリン ミハイル・ビチコフ ウラジーミル・グレベニコフ エフゲニ・グロシェフ ニコライ・カルポフ アルフレッド・クチェフスキー コンスタンティン・ロクテフ スタニスラフ・ペツホフ ビクトル・プリャザニコフ ニコライ・プチコフ ゲンリク・シドレンコフ ニコライ・ソログボフ ユーリ・シシノフ ビクトル・ヤクシェフ エフゲニー・ヨルキン |
| 1964 インスブルック                 | ソビエト連邦 ヴェニアミン・アレクサンドロフ アレクサンドル・アルメトフ ビタリー・ダビドフ アナトリ・フィルソフ エドワード・イワノフ ビクトル・コノバレンコ ビクトル・コースキン コンスタンティン・ロクテフ ボリス・マヨロフ エフゲニー・マヨロフ スタニスラフ・ペツホフ アレクサンドル・ラグリン ヴャチェスラフ・スタルシノフ レオニード・ボルコフ ビクトル・ヤクシェフ ボリス・ザイツェフ | スウェーデン アンダース・アンデション Gert Blome Lennart Häggroth レナート・ヨハンソン ニルス・ヨハンソン Sven Johansson-Tumba Lars Lundvall Eilert Määtää Hans Mild ニルス・ニルション Bert-Ola Nordlander Carl-Göran Öberg Uno Öhrlund ロナルド・ペテルソン Ulf Sterner ローランド・シュトルツ シェル・スベンソン | チェコスロバキア ヴラスティミル・ブブニク ヨセフ・セルニー Jiri Dolana ヴラジミール・ジュリラ ヨセフ・ゴロンカ Frantisek Gregor イジー・ホリック ヤロスラフ・イリック Jan Klapac Vladimir Nadrchal Rudolf Potsch Stanislav Pryl ラディスラフ・スミッド スタニスラフ・スベンテック フランチシェク・ティカル Miroslav Vlach Jaroslav Walter |
| 1968 グルノーブル                   | ソビエト連邦 ヴェニアミン・アレクサンドロフ ビクトル・ブリノフ ビタリー・ダビドフ アナトリ・フィルソフ アナトリ・イオノフ ビクトル・コノバレンコ ビクトル・コースキン ボリス・マヨロフ エフゲニー・ミシャコフ ユーリイ・モイセエフ ビクトル・ポルパノフ アレクサンドル・ラグリン イーゴリ・ロミチェフスキー ヴャチェスラフ・スタルシノフ ウラジーミル・ビクロフ オレグ・ザイツェフ エフゲニー・ジミン ビクトル・ジンゲル | チェコスロバキア ヨセフ・セルニー ヴラジミール・ジュリラ ヨセフ・ゴロンカ ヤン・ハベル Petr Hejma イジー・ホリック ヨセフ・ホレソフスキー Jan Hrbaty ヤロスラフ・イリック Jan Klapac Jiri Kochta Oldrich Machac Karel Masopust Vladimir Nadrchal ヴァーツラフ・ネドマンスキー フランティセク・ポスピシル フランティセク・シェフチーク Jan Suchy | カナダ ロジャー・ブルボネー ケネス・ブロデリック レイモンド・カデュー ポール・コンリン ゲイリー・ディニーン ブライアン・グレニー テッド・ハーグリーブズ フランシス・ハック ラリー・ジョンストン ジョン・バリー・マッケンジー ウィリアム・マクミラン スティーブン・モンティス モリス・モット テリー・オマリー ダニー・オシェイ ジェリー・ピンダー ハーバート・ピンダー ウェイン・ステフェンソン |
| 1972 札幌                           | ソビエト連邦 ユーリイ・ブリノフ ビタリー・ダビドフ アナトリー・フィルソフ ワレリー・ハルラモフ ビクトル・クズキン ウラジーミル・ルチェンコ アレクサンドル・マリツェフ ボリス・ミハイロフ エフゲニー・ミシャコフ アレクサンドル・ペチコフ ウラジーミル・ペトロフ アレクサンドル・ラグリン イーゴリ・ロミチェフスキー ウラジーミル・シャドリン ウラディスラフ・トレチャク ゲンナジー・ツィガンコフ ワレリー・ワシリエフ ウラジーミル・ビクロフ アレクサンドル・ヤクシェフ エフゲニー・ジミン                                                                                              | アメリカ合衆国 ケビン・アハーン ヘンリー・バウチャ チャールズ・ブラウン キース・クリスチャンセン マイケル・カラン ロビー・フトレック マーク・ハウ ジェフリー・ハイマンソン スチュワート・アービン ジム・マケルマリー リチャード・マクグリン トーマス・メラー ロナルド・ネスランド ワリー・オールズ フランクリン・サンダース クレイグ・サーナー ピーター・シアーズ ティモシー・シーヒー | チェコスロバキア ウラジーミル・ベドナー ヨセフ・セルニー ヴラジミール・ジュリラ Richard Farda イヴァン・フリンカ イジー・ホレセク ヤロスラフ・ホリック イジー・ホリック ヨセフ・ホレソフスキー Jiri Kochta Oldrich Machac ヴラジミール・マルチネッツ ヴァーツラフ・ネドマンスキー エドゥアルド・ノヴァク フランティセク・ポスピシル ボフスラフ・シュチャストニー Rudolf Tajcnar Karel Vohralik |
| 1976 インスブルック                 | ソビエト連邦 ボリス・アレクサンドロフ セルゲイ・バビノフ アレクサンドル・グーセフ セルゲイ・カプスーチン ワレリー・ハルラモフ ウラジーミル・ルチェンコ ユーリイ・リャプキン アレクサンドル・マリツェフ ボリス・ミハイロフ ウラジーミル・ペトロフ ウラジーミル・シャドリン ビクトル・シャリモフ アレクサンドル・シデルニコフ ウラディスラフ・トレチャク ゲンナジー・ツィガンコフ ワレリー・ワシリエフ アレクサンドル・ヤクシェフ ビクトル・シュルクトフ | チェコスロバキア ヨーセフ・アウグスタ Jiri Bubla Milan Chalupa Jiri Crah ミロスラフ・ドボラック ボフスラフ・エベルマン イヴァン・フリンカ イジー・ホレセク イジー・ホリック Milan Kajkl Oldrich Machac ヴラジミール・マルチネッツ エドゥアルド・ノヴァク イジー・ノバック Milan Nový Jaroslav Pouzar フランティセク・ポスピシル ボフスラフ・シュチャストニー | 西ドイツ ロレンツ・フンク エルンスト・ケプフ アロイス・シュローダー ルドルフ・タナー ヨーゼフ・フェルク アントン・ケーレ エーリヒ・クーンハックル ライナー・フィリップ クラウス・アウフーバー イグナーツ・ベルンダナー ヴォルフガング・ボーズ マルティン・ヒンテルストッカー ウド・キースリング ヴァルター・ケベーレ ステファン・メッツ フランツ・ライントル フェレンク・フォーツァル エーリッヒ・ワイスハプト |
| 1980 レークプラシッド               | アメリカ合衆国 ビル・ベイカー ニール・ブローテン デイブ・クリスチャン スティーブ・クリストフジム・クレイグ ジム・クレイグ マイク・エルジオーニ ジョン・ハリントン スティーブ・ジャナザック マーク・ジョンソン ロブ・マクナラハン ケン・モロー ジャック・オカラハン マイク・ラムジー マーク・パベリッチ バズ・シュナイダー デイブ・シルク ボブ・スーター エリック・ストロベル マーク・ウェルズ フィル・バーコータ | ソビエト連邦 ヘルムート・バルデリス ジネチュラ・ビリアレトディノフ ヴャチェスラフ・フェティソフ アレクサンドル・ゴリコフ ウラジーミル・ゴリコフ アレクセイ・カサトノフ ワレリー・ハルラモフ ウラジーミル・クルトフ ユーリイ・レベデフ セルゲイ・マカロフ アレクサンドル・マリツェフ ボリス・ミハイロフ ウラジーミル・ムイシュキン ワシリー・ペルブーヒン ウラジーミル・ペトロフ アレクサンドル・スクヴォルツォフ セルゲイ・スタリコフ ウラディスラフ・トレチャク ワレリー・ワシリエフ ビクトル・シュルクトフ                                                                                              | スウェーデン マッツ・オールベリ ストゥーレ・アンデション Bo Berglund Haakan Eriksson ヤン・エリクソン トーマス・エリクソン レイフ・ホルムグレン トマス・ヨンソン ペレ・リンドバーグ ベント・リンドホルム ウィリアム・レーフクヴィスト ペル・ルンドクイスト ラース・モリン マッツ・ネスルンド レナート・ノルベリ トミー・サミエルソン ダン・セーデシュトレーム マッツ・ヴァルティン ウルフ・ヴァインストック |
| 1984 サラエボ                       | ソビエト連邦 ウラディスラフ・トレチャク ジネチュラ・ビリアレトディノフ セルゲイ・シェペレフ ニコライ・ドロズデツキー ヴャチェスラフ・フェティソフ アレクサンドル・ゲラミソフ アレクセイ・カサトノフ アンドレイ・ホムトフ ウラジーミル・コビン アレクサドル・コジェヴニコフ ウラジーミル・クルトフ イーゴリ・ラリオノフ セルゲイ・マカロフ ウラジーミル・ムイシュキン ワシリ・ペルブーヒン アレクサンドル・スクヴォルツォフ セルゲイ・スタリコフ イーゴリ・ステルノフ ヴィクトル・チュメネフ ミハイル・ワシリエフ                                                                        | チェコスロバキア ミラン・ハルパ Jaroslav Benák Vladimír Caldr フランティセク・チャニック ミロスラフ・ホラバ イジー・ハーディナ Arnold Kadlec Jaroslav Korbela Jiri Kralik Vladimír Kyhos イジー・ララ Igor Liba Vincent Lukac Dusan Pasek Pavel Richter ヤロミール・スィンデル ラドスラフ・スボボダ Eduard Uvira | スウェーデン トマス・アーレン ペール＝エリク・エクルンド トマス・エクルンド ボー・エリクソン ラーシュ＝ホーカン・エリクソン ペータ・グラディン マッツ・ヘセル ペータ・イェルム イェーラン・リンドブロム トミ・モット レイフ＝ホーカン・ノーディン ロルフ＝レンナルト・リンダーヴァル Jens Öhling トマス・ルンドクイスト トマス・サンドストレム カール・ホーカン・セーデルグレン マッツ・テリン アーネ・ミーケル・テルヴェン マッツ・ヴァルティン イェーテ・ヴァリタロ                                                                                                 |
| 1988 カルガリー                     | ソビエト連邦 イリヤ・ビャキン ヴャチェスラフ・ブイコフ アレクサンドル・チェルヌイフ ヴャチェスラフ・フェティソフ アレクセイ・グサロフ ワレリ・カメンスキ アレクセイ・カサトノフ アンドレイ・ホムトフ アレクセイ・コジェフニコフ イーゴリ・クラフチュク ウラジーミル・クルトフ アンドレイ・ロマーキン イーゴリ・ラリオノフ セルゲイ・マカロフ アレクサンドル・モギルニー セルゲイ・ミルニコフ ビタリー・サモイロフ アナトリー・セメノフ セルゲイ・スタリコフ イーゴリ・ステルノフ セルゲイ・スベトロフ セルゲイ・ヤシン                                                                  | フィンランド ティモ・ブロムクヴィスト カリ・エロランタ ユルキ・ルンメ ユッカ・ヴィルタネン アルト・ルオタネン レイホ・ルオタネン レイホ・ルオッツァライネン シモ・サーリネン カイ・スイカネン ライモ・ヘルミネン Iiro Järvi エサ・ケスキネン エルキ・レートネン レイホ・ミッコライネン ヤンネ・オヤネン ティモ・スシ ペッカ・ツオミスト テッポ・ヌミネン ヤリ・トルッキ ユッカ・タンミ ヤルモ・ミュッリュス | スウェーデン アンデシュ・エルデブリンク ラーシュ・イーヴァルソン ラース・カールソン マッツ・キールストレーム トミー・サミュエルソン ミカエル・アンデルソン ボー・ベリルンド ヨナス・ベリクヴィスト ペータ・エリクソン Michael Hjälm マイケル・ヨハンソン ラース・モリン ラース＝グンナー・ペッテション トマス・ルンドクヴィスト ウルフ・サンドストレーム ホーカン・セーデルグレン Jens Öhling トーマス・エリクソン トム・エクルンド Peter Åslin アンダース・ベルウィマン Peter Lindmark                                                                               |
| 1992 アルベールビル                 | EUN セルゲイ・バウティン イーゴリ・ボルディン ニコライ・ボルシェフスキー ヴャチェスラフ・ブザエフ ヴャチェスラフ・ブイコフ エフゲニー・ダビドフ アレクセイ・グサロフ アレクセイ・ジトニク ダリウス・カスパライティス ニコライ・ハビブリン ユーリ・フミレフ アンドレイ・ホムートフ アンドレイ・コバレンコ アレクセイ・コバレフ イーゴリ・クラフチュク ウラジーミル・マラコフ ドミトリ・ミロノフ セルゲイ・ペトレンコ ビタリー・プロコロフ ミハイル・シュタレンコフ アンドレイ・トレフィロフ ドミトリ・ユシュケビッチ アレクセイ・ザムノフ セルゲイ・ズボフ                               | カナダ デイブ・アーチボルド トッド・ブロスト ショーン・バーク ケビン・ドール カーティス・ジャイルズ デイブ・ハナン ゴードン・ハインズ ファビアン・ジョセフ ジョー・ジュノー トレバー・キッド パトリック・ルボー クリス・リンドバーグ エリック・リンドロス ケント・マンダーヴィル エードリアン・プラフシッチ ダン・ラトゥシュニー サム・サン＝ローラン ブラッド・シュレーゲル ウォリー・シュライバー ランディ・スミス デイブ・ティペット ブライアン・タット ジェイソン・ウーリー | チェコスロバキア パトリック・アウグスタ ペトル・ブジーザ ヤロミール・ドラガン Leo Gudas ミロスラフ・ホラバ ペトル・ハーベック Otakar Janecký Tomáš Jelínek Drahomír Kadlec Kamil Kašťák ロベルト・ランク Igor Liba ラディスラフ・ルビナ フランティシェク・プロチャスカ Petr Rosol Bedřich Ščerban Jiří Šlégr リハルト・シュメフリーク Róbert Švehla Oldřich Svoboda Radek Ťoupal Peter Veselovský Richard Žemlička |
| 1994 リレハンメル                   | スウェーデン ホーカン・アルゴットソン ヨナス・ベルクヴィスト カール・ベリルンド アンドレアス・ダッケル Christian Due-Boje ニクラス・エリクソン ピーター・フォースバーグ ロジャー・ハンソン ロジェ・ヨハンソン ヨルゲン・ヨンソン ケニー・ヨンソン トマス・ヨンソン パトリック・ユーリン Håkan Loob マッツ・ネスランド Stefan Örnskog レイフ・ローリン Daniel Rydmark トミー・サロ フレードリク・スティルマン マグヌス・スベンソン | カナダ マーク・アストリー エイドリアン・オコイン デビッド・ハーロック コリー・ハーシュ トッド・フラッシュコ グレッグ・ジョンソン ファビアン・ジョセフ ポール・カリヤ クリス・コントス マニー・レガース ケン・ラブシン デレック・メイヤー ピーター・ネドベド ドウェイン・ノリス グレッグ・パークス アラン・ロワ ジャン・イブ・ロア ブライアン・サベージ ブラッド・シュレーゲル ウォリー・シュライバー クリス・テリエン トッド・ウォリナー ブラッド・ヴェレンカ | フィンランド ミカ・アラタロ エリック・ハマライネン ライモ・ヘルミネン ティモ・ユティラ サミ・カパネン エサ・ケスキネン マルコ・キプルソフ サク・コイブ パシ・クイヴァライネン ヤンネ・ラウカネン テロ・レフテラ イェレ・レフティネン ミッコ・マケラ ヤルモ・ミュッリュス ミカ・ニエミネン ヤンネ・オヤネン マルコ・パーロ ヴィレ・ペルトネン パシ・ソルムネン ミカ・ストレームベリ ユッカ・タンミ ペトリ・ヴァリス ハンヌ・ヴィルタ |
| 1998 長野                           | チェコ ヨセフ・ベラネック ヤン・カロウン ロマン・チェフマーネク イジー・ドピタ ロマン・ハムルリーク ドミニク・ハシェック ミラン・ヘイドゥク ヤロミール・ヤーガー フランティセク・クチェラ ロベルト・ラング ダヴィド・モラヴェッツ パベル・パテラ リボル・プロチャスカ マルティン・プロハスカ ロベルト・ライヘル マルチン・ルチーンスキー ヴラジミール・ルージチカ イジー・シュレガー リハルト・シュメフリーク ヤロスラフ・シュパチェック マルティン・ストラカ ペトル・スヴォボダ | ロシア パベル・ブレ ワレリー・ブレ オレグ・チェフツォフ セルゲイ・フェドロフ セルゲイ・ゴンチャー アレクセイ・グサロフ アレクセイ・ジートニック ワレリ・カメンスキ ダリウス・カスパライティス アンドレイ・コバレンコ イゴール・コバルチュク セルゲイ・クリボクラソフ ボリス・ミロノフ ドミトリ・ミロノフ アレクセイ・モロゾフ セルゲイ・ネムチノフ ミハイル・シュタレンコフ ゲルマン・ティトフ アンドレイ・トレフィロフ アレクセイ・ヤシン ドミトリ・ユシュケビッチ ワレリー・ゼレプーキン アレクセイ・ザムノフ                                                                                           | フィンランド アキ・ペッテリ＝ベリ トマス・グロンマン ライモ・ヘルミネン サミ・カパネン サク・コイブ ヤリ・クリ ヤンネ・ラウカネン イェレ・レフティネン ユハ・リンド ユルキ・ルメ ヤルモ・ミュッリュス ミカ・ニエミネン ヤンネ・ニーニマー テッポ・ヌンミネン ヴィッレ・ペルトネン キモ・リンタネン ティーム・セラーニ アリ・スランデル ユッカ・タンミ エサ・ティッカネン キンモ・ティモネン アンッティ・トルマネン ユハ・イロネン |
| 2002 ソルトレークシティ             | カナダ エド・ベルフォア ロブ・ブレイク エリック・ブリュワー マルタン・ブロデューア セオ・フルーリー アダム・フット シモン・ガニエ ジェローム・イギンラ カーティス・ジョセフ エド・ ジョバノフスキー ポール・カリヤ マリオ・ルミュー エリック・リンドロス アル・マキニス スコット・ニーダマイヤー ジョー・ニューウェンダイク オーウェン・ノーラン マイケル・ペカ クリス・プロンガー ジョー・サキック ブレンダン・シャナハン ライアン・スミス スティーブ・アイザーマン | アメリカ合衆国 トニー・アモンテ トム・バラッソ クリス・チェリオス アダム・デッドマーシュ クリス・ドルーリー マイク・ダナム ビル・ゲリン フィル・ハウズリー ブレット・ハル ジョン・レクレア ブライアン・リーチ アーロン・ミラー マイク・モダノ トム・ポティ ブライアン・ラフォルスキー マイク・リクター ジェレミー・ローニック ブライアン・ロルストン ゲーリー・スーター キース・カチャック ダグ・ウェイト マイク・ヨーク スコット・ヤング | ロシア マキシム・アフィノゲノフ イリヤ・ブリズガロフ パベル・ブレ ワレリー・ブレ パーヴェル・ダツュク セルゲイ・フェドロフ セルゲイ・ゴンチャー ダリウス・カスパライティス ニコライ・ハビブリン イリヤ・コバルチャク アレクセイ・コバレフ イゴール・ポドマツキー オレグ・クバーシャ イゴール・ラリオノフ ウラジーミル・マラーホフ ダニー・マルコフ ボリス・ミロノフ アンドレイ・ニコリシン イゴール・ポドマツキー セルゲイ・サムソノフ オレグ・トベルドフスキー アレクセイ・ヤシン アレクセイ・ザムノフ                                                               |
| 2006 トリノ                         | スウェーデン ダニエル・アルフレッドソン ペール＝ヨハン・アクセルソン クリスチャン・ベックマン ピーター・フォースバーグ ミカ・ハンヌラ ニクラス・ハヴェリッド トマス・ホルムストロム ヨルゲン・ヨンソン ケニー・ヨンソン ニクラス・クロンヴァル ニクラス・リドストロム ステファン・リヴ ヘンリク・ルンドクヴィスト フレドリック・モディン マティアス・オールンド サミュエル・パールソン ミカエル・ サミュエルソン ダニエル・セディン ヘンリク・セディン マッツ・スンディン ロニー・スンディン マイケル・テルクヴィスト ダニエル・シャーンクヴィスト ヘンリック・ゼッターバーグ           | フィンランド ニクラス・バックストロム アキ・ペッテリ＝ベリ ニクラス・ハグマン ユッカ・ヘンツネン ユッシ・ヨキネン オッリ・ヨキネン ニコ・カパネン ミッコ・コイブ サク・コイブ ラッセ・クッコネン アンチィ・ラークソネン ヤレ・レチネン トニ・リドマン アンッティ＝ユッシ・ニエミ ヴィレ・ニエミネン アンテロ・ニーッティマキ フレドリック・ノレナ ペッテリ・ヌンメリン テッポ・ヌンミネン ヴィレ・ペルトネン ヤルッコ・ルートゥ サミ・サロ ティム・セラーニ キモ・ティモネン | チェコ ヤン・ブリス ペトル・チャヤーネク パトリク・エリアーシュ マルティン・エラット ドミニク・ハシェック ミラン・ヘイドゥク アレシュ・ヘムスキー ミラン・フニリチカ ヤロミール・ヤーガー フランティシェク・カベルレ トマーシュ・カベルレ アレシュ・コータリック フィリップ・クバ パヴェル・クビナ ロベルト・ラング マレク・マリック ロスティスラフ・オレス ヴァーツラフ・プロスパル マルティン・ルチンスキー ドゥシャン・サルフィツキー ヤロスラフ・シュパチェック マルティン・ストラカ トマーシュ・ヴォクーン ダヴィッド・ヴィボルニー マレク・ジドリツキー         |
| 2010 バンクーバー                   | カナダ パトリス・ベルジュロン ダン・ボイル マーティン・ブロデューア シドニー・クロスビー ドリュー・ダウティ マーク＝アンドレ・フラーリー ライアン・ゲツラフ ダニー・ヒートリー ジェローム・イギンラ ダンカン・キース ロベルト・ルオンゴ パトリック・マーロー ブレンデン・モロー リック・ナッシュ スコット・ニーダーマイヤー コーリー・ペリー クリス・プロンガー マイク・リチャーズ ブレント・シーブルック エリック・ストール ジョー・ソーントン ジョナサン・テイヴズ シェイ・ウェバー                                                                                                   | アメリカ合衆国 デヴィッド・バッケス ダスティン・ブラウン ライアン・キャラハン クリス・ドルーリー ティム・グリーソン エリック・ジョンソン ジャック・ジョンソン パトリック・ケイン ライアン・ケスラー フィル・ケッセル ジェイミー・ランゲンブランナー ライアン・マローン ライアン・ミラー ブルックス・オーピック ザック・パリーゼ ジョー・パヴェルスキ ジョナサン・クイック ブライアン・ラファルスキ ボビー・ライアン ポール・スタスニー ライアン・スーター ティム・トーマス ライアン・ホイットニー | フィンランド ニクラス・バックストロム ヴァルッテリ・フィルップラ ニクラス・ハグマン ヤルコ・イモネン オッリ・ヨキネン ニコ・カパネン ミッカ・キプルソフ ミッコ・コイブ サク・コイブ ラッセ・クッコネン ヤレ・レチネン サミ・レピスト トニ・リドマン アンティ・ミエッティネン アンテロ・ニッティマキ ヤンネ・ニスカラ ヴィレ・ペルトネン ヨニ・ピトカネン ヤルッコ・ルートゥ トゥオモ・ルートゥ サミ・サロ ティム・セラーニ キモ・ティモネン |
| 2014 ソチ                           | カナダ ジェイミー・ベン パトリース・バージェロン ジェイ・ボウミースター ジェフ・カーター シドニー・クロスビー ドリュー・ダウティ マット・ドゥシェンヌ ライアン・ゲツラフ ダン・ハムフイス ダンカン・キース クリス・クニッツ ロベルト・ルオンゴ パトリック・マーロー リック・ナッシュ コーリー・ペリー アレックス・ピエトランジェロ キャリー・プライス パトリック・シャープ マイク・スミス マルタン・サンルイ P・K・サバン ジョン・タヴァレス ジョナサン・トーエス マーク＝エドゥアール・ヴラシッチ シェイ・ウェバー                                                                     | スウェーデン ダニエル・アルフレッドソン ニクラス・バックストローム パトリック・ベリルンド アレクサンデル・エドレル オリヴェル・ラーション ヨーナス・エンロート イミー・エリクソン ヨナタン・エリクソン ルイ・エリクソン ヨーナス・グスタフソン カール・ハーゲリン ニクラス・イヤルマルソン マークス・ヨーアンソン エリック・カールソン ニクラス・クロンウォール マークス・クルーゲル ガブリエル・ランデスコーグ ヘンリク・ランドクビスト グスタヴ・ニュークヴィスト ジョニー・オドゥヤ ダニエル・セディーン ヤコブ・シルヴェルベリ アレクサンデル・ステーン ヘンリク・タリンダー ヘンリク・ゼッターバーグ | フィンランド ユハマッティ・アールトネン アレクサンデル・バルコヴ ミカエル・グランルンド ユーソ・ヒエタネン ヤルッコ・イモネン ユッシ・ヨキネン オッリ・ヨキネン レオ・コマロヴ サミ・レピスト ペトゥリ・コンティオラ ラウリ・コルピコスキ ラッセ・クッコネン ヨリ・レフテラ カリ・レフトネン オッリ・マーター アンティ・ニエミ アンティ・ピフルストゥロム トゥーカ・ラスク トゥオモ・ルートゥ サカリ・サルミネン サミ・サロ テーム・セラニ キモ・ティモネン オッシ・ヴァーナエネン サミ・ヴァタネン                                                                   |
| 2018 平昌                           | ロシアからのオリンピック選手 (OAR) アルチョム・ズプ ウラジスラフ・ガブリコフ イバン・テレギン セルゲイ・モジャーキン セルゲイ・アンドロノフ パーヴェル・ダツュク セルゲイ・カリニン ミハイル・グリゴレンコ ビヤチェスラフ・ボイノフ アンドレイ・ズバレフ イリヤ・カブルコフ イエゴル・ヤコブレフ セルゲイ・シロコフ アレクセイ・マルチェンコ ボグダン・キセレビチ イリヤ・コワルチュク ニコライ・プロホルキン キリル・カプリゾフ ワジム・シパチョフ ニキータ・ネステロフ アレクサンドル・バラバノフ ニキータ・グセフ イゴール・シェスチョルキン イリヤ・ソロキン ワシリー・コシェチキン | ドイツ (GER) ダリル・ボイレ クリスティアン・エアホフ ブルークス・マツェク マルクス・キンク マティアス・プラフタ フランク・マウアー ヤニック・ザイデンベルク パトリック・ライマー ビョルン・クルップ ヨナス・ミュラー ヤズイン・エーリツ ゲリット・ファウザー フランク・ヘルドラー パトリック・ハーガー フェリックス・シュッツ マーセル・ゴック ドミニク・カフン ジナン・アクタク レオンハルト・プフォデール ダービット・ボルフ モリツ・ミューラー マーセル・ネーベルス ダニー・アウス・デン・ビルゲン デニス・エントラス ティモ・ピールマイヤー                                                           | カナダ (CAN) カール・ストレリー クリス・リー ケイ・ジェノウェイ ギルバート・ブルール ウォトジェック・ウォルスキー デレク・ロイ クリス・ケリー ロブ・クリンクハマー ブランドン・コズン クイントン・ホーデン レネ・ボーキー マーク＝アンドレ・グラグナニ アンドリュー・エベット メイソン・レイモンド エリック・オーデル ステファン・エリオット コディー・ゴルービー ベン・スクリベンズ ケビン・プーリン ジャスティン・ピーターズ マット・ロビンソン マクシム・ラピーレ マクシム・ノレーウ リンデン・ベイ クリスティアン・トーマス                                       |
| 2022 北京                           | フィンランド (FIN) ヴィッレ・ポッカ ニクラス・フリマン ミッコ・レフトネン マルコ・アンティラ ヴァルッテリ・ケミライネン ミロ・アールトネン ニコ・オヤマキ ハンネス・ビョルニネン トニ・ラヤラ ヨーナス・ナッティネン ハッリ・サテリ フランス・トゥオヒマー ユーソ・ヒエタネン ペッテリ・リンドボーム サミ・ヴァタネン ユッシ・オルキヌオラ ヴァルッテリ・フィルップラ アッテ・オフタマー マルクス・グランルンド サカリ・マンニネン テーム・ハルティカイネン レオ・コマロフ サク・マエナラネン イーロ・パカリネン ハッリ・ペソネン                                                       | ROC (ROC) アレクサンドル・エレシン セルゲイ・チェレギン ドミトリー・ヴォロンコフ セルゲイ・アンドロノフ パーウェル・カルナウホフ セルゲイ・プロトニコフ スタニスラフ・ガリエフ アルトゥル・カユモフ ミハイル・グリゴレンコ ビャチェスラフ・ボイノフ イワン・フェドートフ アレクサンドル・サモノフ ダミール・シャリプシャーノフ エゴル・ヤコブレフ ウラジーミル・トカチョーフ アレクサンドル・ニキシン アントン・スレピシェフ アルチョーム・ミヌリン アンドレイ・チビソフ アルセニー・グリチュク ティムール・ビリャロフ ワジム・シパチョーフ ニキータ・ネスチェロフ キリル・セミョーノフ ニキータ・グセフ  | スロバキア (SVK) シモン・ネメツ ミロシュ・ケレメン トマーシュ・ユルチョ ペテル・チェレシュニャーク ミハル・クリシュトフ ユライ・スラフコフスキー サムエル・クニャシュコ パトリック・リバール ペテル・ズジン マレク・フリヴィーク マルティン・ゲルナート マテイ・トメク ペテル・ツェフラーリック ミロシュ・ロマン ブラニスラフ・コンラート ミスラフ・ロサンディチ サムエル・タカーチ マルティン・マリンチン マルコ・ダニョ ミハル・チャイコフスキー マレク・ジャロガ リボル・フダーチェク パボル・レゲンダ クリスティアーン・ポスピーシル アドリアーン・ホレシンスキー |

## 女子
| 大会名                  | 金 | 銀 | 銅 |
| ----------------------- | --- | --- | --- |
| 1998 長野               | アメリカ合衆国 クリス・ベイリー ローリー・ベーカー アラナ・ブラホスキー リサ・ブラウン＝ミラー カリン・バイ コリーン・コイン サラ・デコスタ トリシア・ダン＝ルオマ キャミー・グラナート キャシー・キング シェリー・ルーニー スー・メルツ アリソン・ムレチュコ タラ・モーンシー ヴィッキ・モブセシアン ジェニー・ポッター アンジェラ・ルッジェーロ サラ・チューティング グレートヒェン・ウリソン サンドラ・ホワイト                                                                              | カナダ ジェニファー・ボテリル テレーゼ・ブリソン ケイシー・キャンベル ジュディ・ディダック ナンシー・ドロレット ロリ・デュピュイ ダニエレ・ゴイエット ジェラルディン・ヒーニー ジェイナ・ヘフォード ベッキー・ケラー キャサリン・マコーマック カレン・ニーストロム レスリー・レドン マノン・ルーム ローラ・シューラー フィオナ・スミス フランス・サンルイ ヴィッキー・スノハラ ヘイリー・ウィッケンハイザー ステイシー・ウィルソン                                                                            | フィンランド サリ・フィスク キルシ・ハニネン サトゥ・フオタリ マリアン・イハライネン ヨハンナ・イコネン Sari Krooks エンマ・ラークソネン サンナ・ランコサーリ カトヤ・レフト マリカ・レフティマキ リーッカ・ニエミネン マルヤ＝ヘレナ・パルヴィラ トゥーラ・ププティ カロリーナ・ランタマキ ティーラ・レイマ カトヤ・リーピ パイヴィ・サロ マリア・セリン リーサ＝マリア・スネック Petra Vaarakallio                                                                                                |
| 2002 ソルトレイクシティ | カナダ ダナ・アンタル ケリー・ベチャード ジェニファー・ボテリル テレーゼ・ブリソン キャシー・キャンベル イザベル・シャートランド ロリ・デュピュイ ダニエレ・ゴイエット ジェラルディン・ヒーニー ジェイナ・ヘフォード ベッキー・ケラー カロリーヌ・ウェレット シェリー・パイパー シェリル・パウンダー タミー・シェチャック サミ・ジョー・スモール コリーン・ソストリクス キム・サンピエール ヴィッキー・スノハラ ヘイリー・ウィッケンハイザー                                                    | アメリカ合衆国 クリス・ベイリー ローリー・ベーカー カリン・バイ ジュリー・チュー ナタリー・ダーウィッツ サラ・デコスタ トリシア・ダン＝ルオマ キャミー・グラナト コートニー・ケネディ アンドレア・キルボーン ケティ・キング シェリー・ルーニー スー・メルツ アリソン・ムレチュコ タラ・モーンシー ジェニー・ポター アンジェラ・ルッジェーロ サラ・チューティング リンゼイ・ウォール クリシー・ウェンデル | スウェーデン アニカ・アーレン ロッタ・アルムブラッド アンナ・アンデルソン グニラ・アンデション エメリ・ベリグレン クリスティナ・ベルクストランド アン＝ルイス・エドストランド ヨア・エルフスベリ エリカ・ホルスト ナナ・ヤンソン マリア・ラーション イルヴァ・リンドベリ ウルリカ・リンドストローム キム・マルティン ヨセフィン・ペッテション マリア・ルース ダニエラ・ルンドクヴィスト エベリーナ・サムエルソン テレーゼ・シェランデル アンナ・ヴィクマン                                          |
| 2006 トリノ             | カナダ ミーガン・アゴスタ ジリアン・アプス ジェニファー・ボテリル ケイシー・キャンベル ジリアン・フェラーリ ダニエレ・ゴイエット ジェイナ・ヘフォード ベッキー・ケラー ジナ・キングスベリー シャーリン・ラボンテ カーラ・マクラウド カロリーヌ・ウェレット シェリー・パイパー シェリル・パウンダー コリーン・ソストリクス ヴィッキー・スノハラ サラ・バイランコート ケイティー・ウェザーストン ヘイリー・ウィッケンハイザー                                                                     | スウェーデン セシリア・アンデション グニラ・アンデション イェンニ・アッセルホルト アン＝ルイス・エドストランド ヨア・エルフスベリ エンマ・エリアソン エリカ・ホルスト ナナ・ヤンソン イルヴァ・リンドベリ ジェニー・リンドクヴィスト クリスティナ・ルンドベリ キム・マルティン フリーダ・ネヴァライネン エミリー・オコナー マリア・ルース ダニエラ・ルンドクイスト テレーゼ・シェランデル カタリーナ・ティムグラス アンナ・ヴィクマン パニーラ・ウィンベリ                                                    | アメリカ合衆国 ケイトリン・カホウ ジュリー・チュー ナタリー・ダーウィッツ パム・ドレイヤー トリシア・ダン＝ルオマ モリー・エングストロム チャンダ・ガン ジェイミー・ヘイガーマン キム・インサラコ キャスリーン・カウス コートニー・ケネディ ケティー・キング クリスティン・キング サラー・パーソンズ ジェニー・ポッター ヘレン・リゾー アンジェラ・ルッジェーロ ケリー・スティーブンス リンゼイ・ウォール クリシー・ウェンデル                                                                      |
| 2010 バンクーバー       | カナダ シャルリーヌ・ラボンテ キム・サンピエール シャノン・サバドス テッサ・ボノム カーラ・マクリード ベッキー・ケラー コリーン・ソストリクス ミーガン・ミケルソン キャサリン・ウォード ミーガン・アゴスタ ジリアン・アップス ジェニファー・ボテリル ジェイナ・ヘフォード ヘイリー・アーウィン レベッカ・ジョンストン ジーナ・キングスベリー カロリーヌ・ウェレット シェリー・パイパー マリー＝フィリップ・プーリン サラ・バリアンコート ヘイリー・ウィッケンハイザー                           | アメリカ合衆国 ブライアンヌ・マクローリン モリー・シャウス ジェシー・ヴェッター ケイシー・ベラミー ケイトリン・カホウ リサ・チェッソン モリー・エングストロム アンジェラ・ルッジェーロ ケリー・ウェイランド ジュリー・チュー ナタリー・ダーウィッツ ミーガン・ドゥガン ヒラリー・ナイト ジョセリン・ラムルー モニーク・ラムルー エリカ・ローラー ジゼル・マービン ジェニー・シュミチャル＝ポター ケリー・スタック カレン・サッチャー ジネル・ザウグ＝シェジージ                                               | フィンランド ミラ・クイスマ ノーラ・ラテュ アンナ・ヴァンハタロ イェンニ・ヒーリコスキ エンマ・ラークソネン ローザ・リンドシュテット テルヒ・メルタネン ヘイディ・ペルタリ マリーア・ポサ サイヤ・シルヴィオ アンネ・ヘリン ヴェンラ・ホヴィ ミッシェル・カルヴィネン Annina Rajahuhta カロリイナ・ランタマキ マリ・サーリネン ニナ・ティッキネン ミンナマリ・トゥオミネン サーラ・トゥオミネン マルヨ・ヴォウティライネン リンダ・ヴァリマキ                                                       |
| 2014 ソチ               | カナダ メーガン・アゴスタ ジリアン・アップス メロディー・ダウー ローラ・フォルティーノ ジェイナ・ヘッフォード ヘイリー・アーウィン ブリアン・ジェナー レベッカ・ジョンストン シャーリーン・ラボンテ ジュヌヴィエーヴ・ラカス ジョセリン・ラロック ミーガン・ミケルソン キャロライン・ウォレット マリー・プーリン ロリアン・ルージョー ナタリー・スプーナー シャノン・ザバドス ジェニファー・ウェイクフィールド キャサリン・ワード ターラ・ワッチホーン ヘイリー・ウィッケンハイザー             | アメリカ合衆国 ケイシー・ベラミー メーガン・ボジェク アレックス・カーペンター ジュリー・チュー ケンダル・コイン ブリアナ・デッカー ミーガン・ドゥーガン リンジー・フライ アマンダ・ケセル ヒラリー・ナイト ジョセリン・ラムルー モニーク・ラムルー ジジ・マーヴィン ブライアン・マクラークリン ミシェル・ピカール ジョセフィン・プッチ モリー・シャウス アン・シュレパー ケリー・スタック リー・ステックレイン ジェシー・ヴェター                                                                             | スイス ヤニネ・アルダー リヴィア・アルトマン ソフィー・アンサマッテン ラウラ・ベンツ サラ・ベンツ ニコル・ブッロ ロミ・エギマン サラ・フォルスター アンジェラ・フラウチ ジェシカ・ルッツ ジュリア・マーティ ステファニー・マーティ アリーナ・ミューラー カトリン・ナブホルツ エヴェリナ・ラゼリ フローレンツ・シェッリーグ ララ・スタルダー フェーベ・ステンツ アニア・シュティーフェル サンドラ・テールマン ニナ・ヴァイダハー                                                                     |
| 2018 平昌               | アメリカ合衆国 (USA) ケイラ・バーンズ ケイシー・ベラミー ハンナ・ブラント ダニ・カメラネーシ ケンダル・コイン ブリアナ・デッカー ミーガン・ドゥーガン カーリ・フラナガン ニコール・ヘンズリー アマンダ・ケセル ミーガン・ケラー ヒラリー・ナイト ジョセリン・ラムルー＝デイビッドソン モニーク・ラムルー＝モランド ジジ・マービン シドニー・モリン ケリー・パネック アマンダ・ペルキー エミリー・プファルザー アレックス・リグスビー マディー・ルーニー ヘイリー・スカルパ リー・ステックレイン | カナダ (CAN) メーガン・アゴスタ ベイリー・ブラム エミリー・クラーク メロディー・ダウー アン＝レネー・デビアン レナータ・ファスト ローラ・フォルティーノ ヘイリー・アーウィン ブリアン・ジェナー レベッカ・ジョンストン ジュヌビエーブ・ラカス ブリジット・ラケット ジョセリン・ラロック ミーガン・ミケルソン サラ・ナース マリー＝フィリップ・プーリン ロリアン・ルージョー ジリアン・ソルニア ナタリー・スプーナー ローラ・ステイシー シャノン・ザバドス ブレア・ターンブル ジェニファー・ウェイクフィールド | フィンランド (FIN) サンニ・ハカラ イェンニ・ヒーリコスキ ベンラ・ホビ ミラ・ヤロスオ ミシェル・カルビネン ロサ・リンドステッド ペトラ・ニエミネン ターニャ・ニスカネン エンマ・ヌーティネン イサ・ラフネン メーリ・ライサネン アンニナ・ラヤフフタ ノーラ・ラトゥー サイラ・サーリ サラ・サッキネン ロンヤ・サボライネン エベリーナ・スオンパー スザンナ・タパニ ノーラ・トゥルス ミンナマリ・トゥオミネン リーカ・バリラ リンダ・バリマキ エリャ・ビータスオ                                       |
| 2022 北京               | カナダ (CAN) ジョセリン・ラロック レベッカ・ジョンストン ローラ・ステイシー サラ・フィリエ ジリアン・ソルニエ レナータ・ファスト メロディー・ダウ エラ・シェルトン ブリアン・ジェナー サラ・ナース アシュトン・ベル エリン・アンブローズ ナタリー・スプーナー エミリー・クラーク エマ・マルテ ミカ・ザンディー＝ハート マリー＝フィリップ・プーラン アン＝レネー・デビアン エメランス・マッシュマイヤー ブレア・ターンブル クレア・トンプソン ジェイミー・リー・ラトレイ クリステン・キャンベル | アメリカ合衆国 (USA) リー・ステックライン ケイラ・バーンズ キャロライン・ハーヴィー メーガン・ケラー メーガン・ボジェク アビー・ローク ケリー・パネック グレース・ザムウィンクル ブリアナ・デッカー サバンナ・ハーモン ヘイリー・スカムラ ジェシー・コンファー ジンシー・ダン ハンナ・ブラント ヒラリー・ナイト ダニー・カメラネーシ アレックス・カーペンター ケンダル・コイン・スコフィールド アマンダ・ケッセル ニコール・ヘンズリー アレックス・カヴァリーニ マディー・ルーニー アビー・マーフィー         | フィンランド (FIN) エベリーナ・マキネン シニ・カルヤライネン イェンニ・ヒーリコスキ サンニ・ランタラ エッラ・ビータスオ ネッリ・ライティネン エリサ・ホロパイネン サンニ・ヴァンハネン ミンナマリ・トゥオミネン ペトラ・ニエミネン メーリ・ライサネン サンニ・ハカラ ヴィーヴィ・ヴァイニッカ ユリア・リーカラ イェンニーナ・ニュールンド エミリア・ヴェサ ミシェル・カルビネン ソフィアンナ・スンデリン アンニ・ケイサラ ノーラ・トゥルス タンヤ・ニスカネン スサンナ・タパニ ロンヤ・サボライネン |